# Бертон (Мичиген)
Бертон (енгл. Burton) град је у америчкој савезној држави Мичиген. По попису становништва из 2010. у њему је живело 29.999 становника.

## Демографија
Према попису становништва из 2010. у граду је живело 29.999 становника, што је -309 (-1.0%) становника више него 2000. године.
| Група             | 2000.          | 2010.          |
| Белци             | 27.538 (90,9%) | 25.868 (86,2%) |
| Афроамериканци    | 1.075 (3,5%)   | 2.203 (7,3%)   |
| Азијати           | 224 (0,7%)     | 177 (0,6%)     |
| Хиспаноамериканци | 705 (2,3%)     | 930 (3,1%)     |
| Укупно            | 30.308         | 29.999         |